# Château de Belcastel (Aude)
Pour les articles homonymes, voir Château de Belcastel.
Le château de Belcastel est un château-fort ruiné situé à Belcastel-et-Buc, dans l'Aude, en région Occitanie (France). Il est aussi connu sous le nom de château de Villardebelle.

## Historique
Le château de Belcastel est cité pour la première fois en 1082, puis une seconde fois en 1221 sous le nom de Castellum Pulchrum, signifiant "Ce qui, par certains signes apparents, promet d'être bon". Néanmoins, il est possible que ceci concerne le château de Belcastel dans le Tarn, et non celui-ci. Bizarrement, à partir de cette date, et malgré sa proximité avec de grandes forteresses cathares, il n'apparait plus dans aucun texte, et ne semble pas avoir joué un rôle lors de la croisade des albigeois.
Le nombre important d'ouvertures, ainsi que le manque d'éléments défensifs du château peut laisser à penser que l'édifice a été occupé bien longtemps après le XIIIe siècle. Le château, aujourd'hui sur un espace privé, semble pourtant pouvoir être visité librement, malgré les risques de chutes de pierre.

## Architecture
Le château de Belcastel se situe à environ 500 mètres d'altitude, et domine la rivière de Buc. En demeure aujourd'hui encore de nombreuses ruines, tel qu'une partie du donjon carré et de l'enceinte fortifiée[réf. souhaitée]. En contrebas, une chapelle et un cimetière apparaissent au milieu des arbres.
C'est peut-être le château représenté sur le blason du village.

Blason de Belcastel-et-Buc.
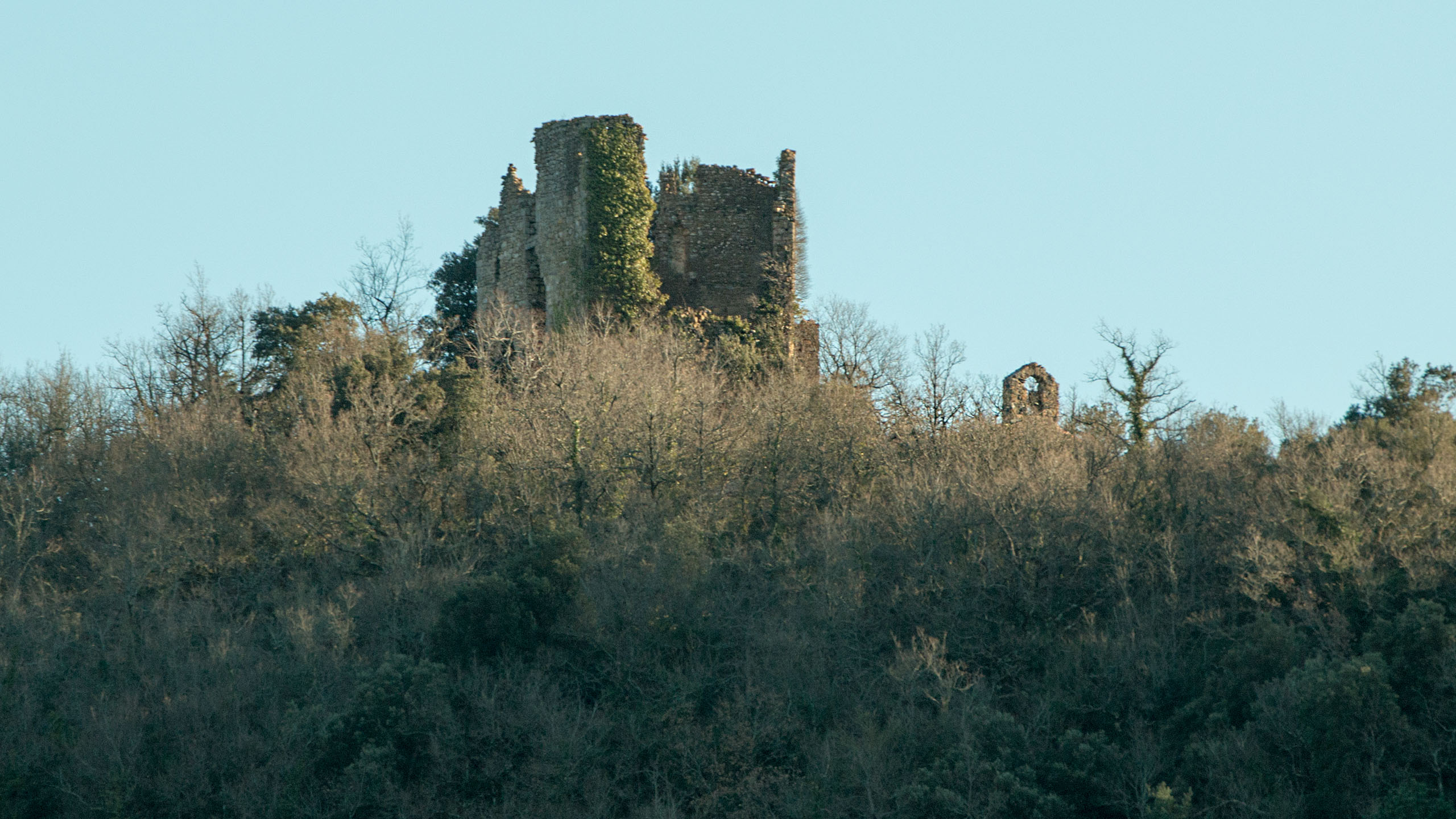
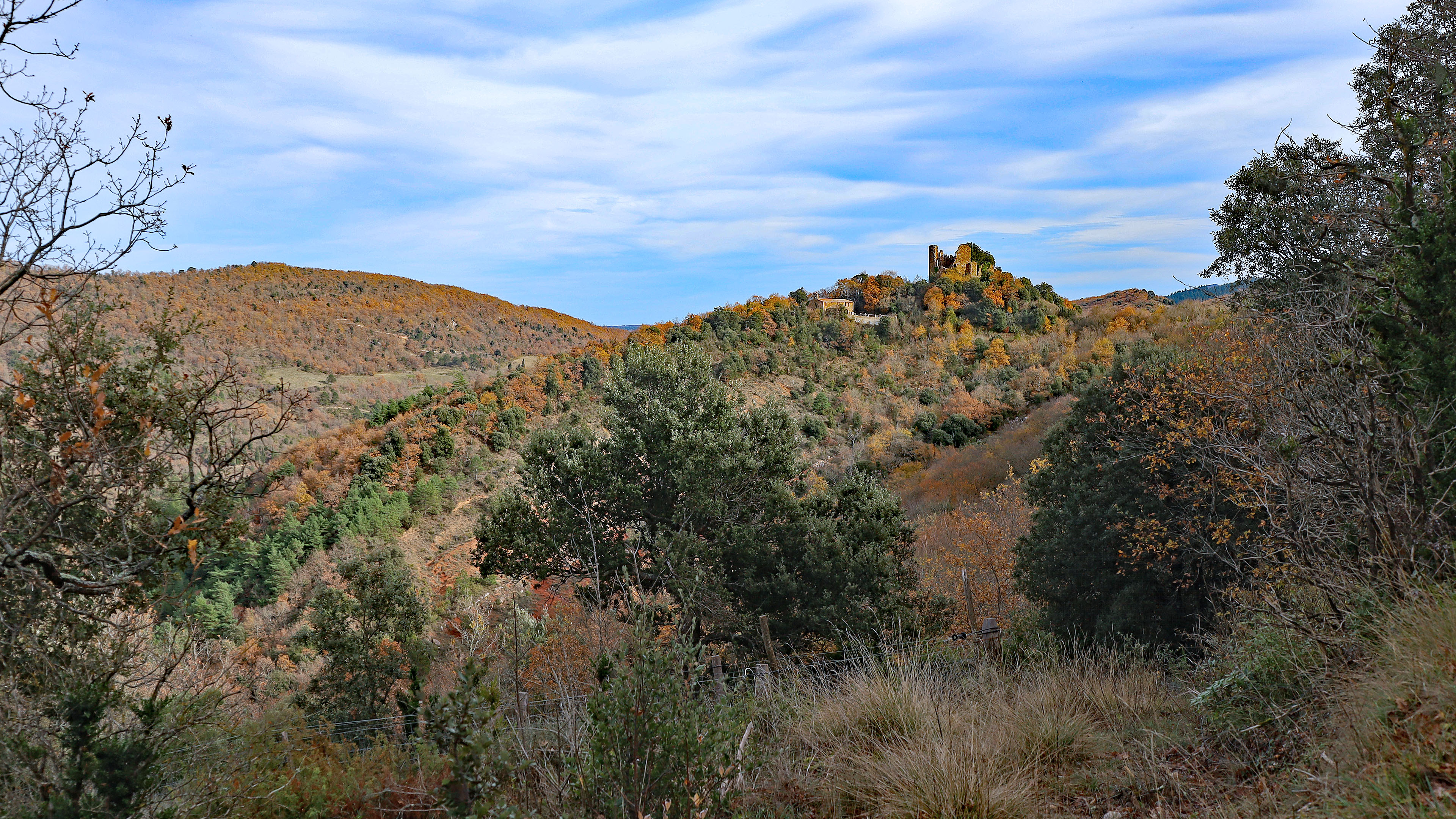
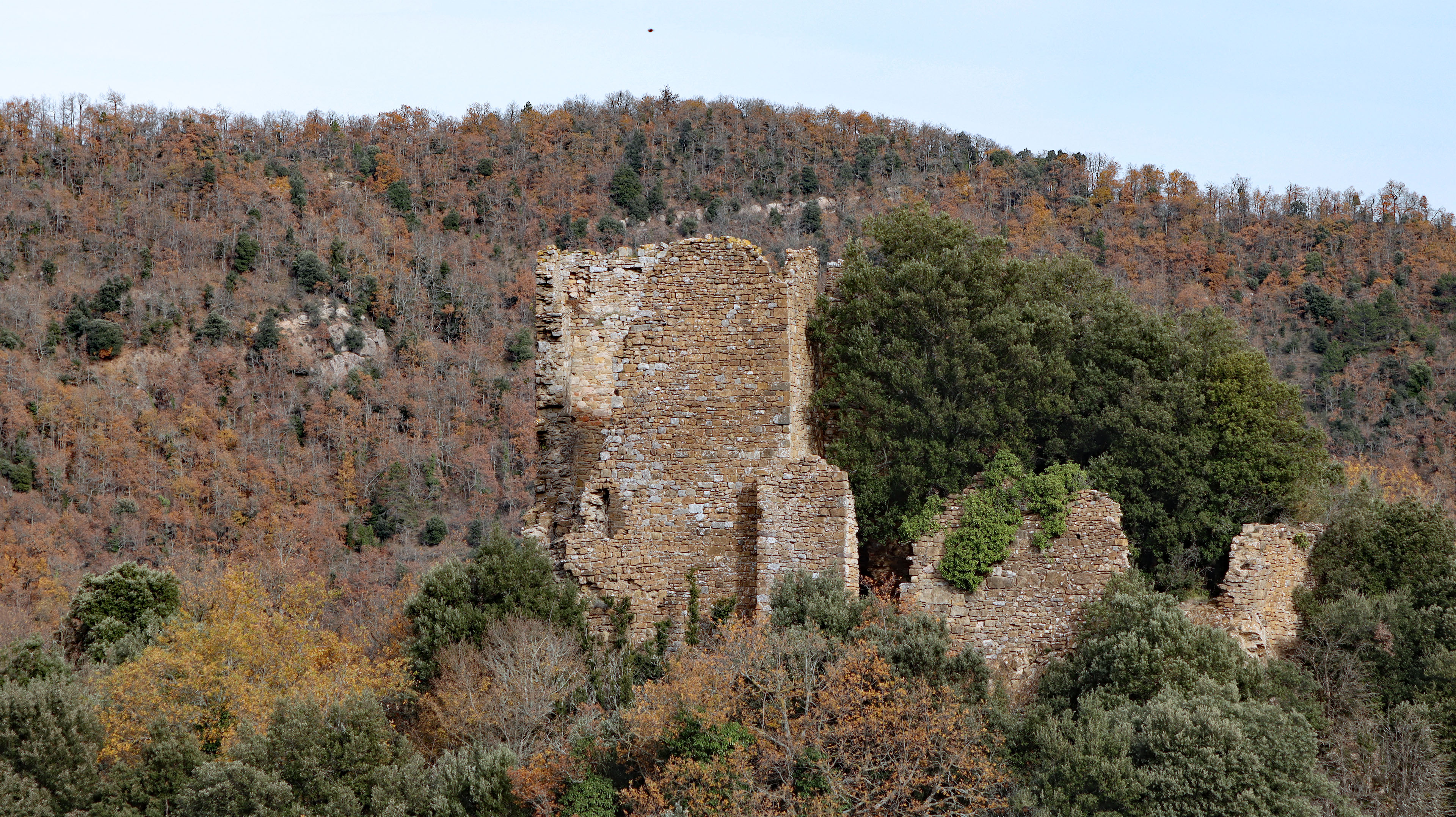